# Cantonul Mûr-de-Bretagne
Cantonul Mûr-de-Bretagne este un canton din arondismentul Guingamp, departamentul Côtes-d'Armor, regiunea Bretania, Franța.

## Comune
- Caurel
- Mûr-de-Bretagne (reședință)
- Saint-Connec
- Saint-Gilles-Vieux-Marché
- Saint-Guen